# Mauro Cardi
Mauro Cardi (Roma, 22 luglio 1955) è un compositore italiano.

## Biografia
Formatosi presso il Conservatorio Santa Cecilia a Roma, sotto la guida di Irma Ravinale, Gino Marinuzzi jr., Guido Turchi, si diploma in Composizione, Strumentazione per banda e Musica corale. Nel 1982 consegue il primo riconoscimento internazionale vincendo il Premio Valentino Bucchi con Melos, per soprano e orchestra. Fondamentale è l’incontro con Franco Donatoni, con cui si perfeziona presso l'Accademia Nazionale di Santa Cecilia e l'Accademia Musicale Chigiana di Siena. Nel 1984 frequenta i Corsi estivi di Darmstadt e, con Les Masques, Quattro Bagatelle per flauto viola e chitarra, vince il prestigioso Gaudeamus Prize ad Amsterdam. Nel 1987 rappresenta l’Italia alla Tribuna Internazionale dei Compositori dell’UNESCO e nel 1988, con In corde, per orchestra, il Premio Internazionale "Gian Francesco Malipiero". Ha inoltre composto diversi lavori su commissione di enti, istituzioni e associazioni musicali quali la Rai, l'Accademia Nazionale di Santa Cecilia, la Biennale di Venezia, la Gaudeamus Foundation, il Ravenna Festival, la Città di Ginevra, la Fondazione Malipiero, il Centro Studi Armando Gentilucci, il Maggio Musicale Fiorentino, Nuova Consonanza.
Se le opere dei primi anni ’80 risentono dell’influenza donatoniana, Mauro Cardi, che al compositore veronese ha anche dedicato un ampio studio analitico, raggiunge presto una cifra stilistica personale  indirizzandosi “verso forme musicali modellate su intuizioni timbriche e immagini sonore, con improvvisi abbandoni espressivi”, in cui confluiscono una naturale propensione verso un approccio contrappuntistico alla scrittura e, infine, una dimensione “ludica” del comporre, esercitata da una fascinazione per la logica e per il valore simbolico insito nei numeri.
Su commissione della RAI - Radio Tre, ha composto due opere radiofoniche: Temperatura esterna (1994), su testi di Michele Mari e La mia puntualità fu un capolavoro (1996), su testi di Marco Lodoli. Nel 1995, su commissione dell’Accademia Filarmonica Romana, compone la sua prima opera lirica, l’azione scenico-musicale in un atto Nessuna coincidenza. Nel 1998 viene pubblicato dalla BMG Ricordi il CD monografico Manao Tupapau che contiene i suoi lavori più significativi degli anni ’90. Dal 2000 al 2008, su commissione della 52ª Biennale di Venezia, compone Oggetto d'amore, un ciclo di sette scene musicali su testi di Pasquale Panella, eseguito in prima a Venezia e pubblicato in CD da RAI Trade nel 2009, che corona una lunga collaborazione con Sonia Bergamasco e l’ensemble Freon. Nel 2019 Mauro Cardi torna al teatro musicale con Il Diario di Eva, opera semiscenica per danzatrice/attrice, soprano e ensemble, su un testo liberamente tratto dal racconto omonimo di Mark Twain (GAMO International Festival, Certosa di Firenze), a cui fanno seguito, nel 2021, su libretto di Guido Barbieri, l’opera in un atto e sei capitoli Le ossa di Cartesio, per un attore, tre cantanti e grande ensemble, su commissione di Opera InCanto, andata in scena a Terni e a Roma per Nuova Consonanza e, nel 2023, Non parlate di me, vita, sogni e morte di Marilyn Monroe, per soprano, attrice, voce recitante e ensemble, su libretto di Paolo Carradori (GAMO International Festival, Le Murate, Firenze).
A partire dagli anni '90 si avvicina all’informatica musicale, collaborando coi centri di produzione elettroacustica Agon di Milano, Centro Ricerche Musicali di Roma, Istituto Gramma dell’Aquila. Nel 1995 è selezionato dall’IRCAM per lo stage internazionale, nel 1997 Manao Tupapau è finalista al “24° Electroacustique Music Competition” di Bourges e nel 2008 Alba, per zarb e elettronica, è selezionato all’International Computer Music Conference di Belfast. Nel 2001 entra nel collettivo di compositori Edison Studio di Roma, uno dei più attivi centri di produzione di musica elettroacustica in Italia, con cui sperimenta una pratica di composizione collettiva.
Nel 2008 viene pubblicato il primo DVD di Edison Studio nato dalla collaborazione con i video-artisti Latini e Di Domenico, e negli anni vengono realizzate le colonne sonore performative per i film muti: Gli ultimi giorni di Pompei (1913) di Eleuterio Rodolfi, Ricatto (Blackmail, 1929) di Alfred Hitchcock, Inferno (1911)  di Francesco Bertolini, Giuseppe de Liguoro e Adolfo Padovan, premiato dell’Associazione Italiana Tecnici del Suono col “Premio speciale AITS per il migliore suono anno 2011”, Il gabinetto del dottor Caligari (1919) di Robert Wiene, le ultime due pubblicate nel 2011 e nel 2016 in versione 5.1 surround su DVD dalla Cineteca di Bologna nella collana "Il Cinema ritrovato". Su questi lavori di Edison Studio è stato pubblicato il volume, a cura di Marco Maria Gazzano, Edison Studio. Il Silent Film e l'Elettronica in Relazione Intermediale. Con Edison Studio partecipa all’International Computer Music Conference 2002 (Göteborg) e 2003 (Singapore). Nel 2023, su commissione di Milano Musica e del Ravenna Festival, ha composto, col collettivo di compositori Edison Studio, la colonna sonora performativa per il film muto Metropolis (1927), di Fritz Lang.
Dal 2021 Mauro Cardi è nel comitato direttivo di Nuova Consonanza, di cui è stato Presidente dal 1999 al 2001. Socio fondatore della Scuola popolare di musica di Testaccio (Roma), dove è stato docente fino al 1998, ha insegnato Composizione presso i Conservatori dell'Aquila e di Firenze e dal 2021 presso il Conservatorio “Santa Cecilia” di Roma; tiene seminari e laboratori di Composizione in Italia e all’estero.
Le composizioni di Mauro Cardi sono edite da Casa Ricordi, RAI Trade, Curci, Edipan, Ut Orpheus, Semar, Sconfinarte, Taukay ed incise per le etichette Ricordi, RCA, BMG Ariola, Nuova Fonit Cetra, RAI Trade, Edipan, Adda Records, Happy New Ears, Il manifesto, CNI, Taukay.

## Opere

### Teatro musicale e cinema
- 1995 Nessuna Coincidenza, azione scenico musicale in un atto, per 2 soprani, tenore/recitante, attore, ensemble, nastro magnetico e live electronics
- 2000 C'era una volta... la principessa dispettosa, su testi di Nicoletta Costa, per voce recitante e elettronica, coautori delle musiche: Maria Cristina De Amicis, Michelangelo Lupone, Alessandro Sbordoni, Roberta Vacca
- 2001 Gli ultimi giorni di Pompei, live computer soundtrack per il film omonimo di E.Rodolfi, con Edison Studio
- 2003 Das cabinet des Dr.Caligari, live computer soundtrack per il film omonimo di R.Weine, con Edison Studio
- 2004 Trash, musicalopera per attori, cantanti e elettronica, su testi di Francesca Angeli, coautrice delle musiche: Roberta Vacca
- 2008 Medea incontra Norma, liberamente tratto da Medea di Luigi Cherubini e Norma di Vincenzo Bellini, con Luigi Ceccarelli, ideazione e regia di Cristina Mazzavillani Muti
- 2008 Oggetto d'amore, per voce, strumenti, video ed elettronica, su testi di Pasquale Panella
- 2008 Inferno, live computer soundtrack per il film omonimo di F.Bertolini, G.De Liguoro e A.Padovano, con Edison Studio
- 2013 Blackmail, live computer soundtrack per il film omonimo del 1929 di Alfred Hitchcock, con Edison Studio
- 2014 En dirigeable sur le champs de bataille, live computer soundtrack per il documentario omonimo della BBC, con Edison Studio
- 2019 Il Diario di Eva, opera semiscenica per danzatrice/attrice, soprano, ensemble, su libretto di Mauro Cardi e Cristina Papi (liberamente tratto dal racconto omonimo di Mark Twain)
- 2021 Le Ossa di Cartesio, opera in un atto e sei capitoli per attore, tre cantanti e grande ensemble, su libretto di Guido Barbieri
- 2023 Non parlate di me, vita, sogni e morte di Marilyn Monroe, opera in un atto, per soprano, attrice, voce recitante e ensemble, su libretto di Paolo Carradori
- 2023 Metropolis, live computer soundtrack per il film omonimo del 1927 di Fritz Lang, con Edison Studio

### Opere radiofoniche
- 1994 Temperatura esterna, per voce recitante, flauti, percussioni, MIDI e elettronica, su testi di Michele Mari
- 1996 La mia puntualità fu un capolavoro, 20 radiofilm, per 2 voci recitanti e nastro, su testi di Marco Lodoli

### Composizioni per orchestra
- 1982 Melos, per soprano e orchestra
- 1983-85 In corde, per orchestra
- 1989 Arcipelaghi, per orchestra
- 1997 Lisbon revisited, per voce recitante e orchestra, su testi di Fernando Pessoa
- 1999 Spleen, per pianoforte e orchestra
- 2000 Timordime, per voce recitante e orchestra, su testi di Pier Paolo Pasolini
- 2001 Hallelujah, per soli, coro e orchestra
- 2008 Stanza 19, per voce recitante e orchestra, su testi di Jorge Luis Borges
- 2019 Sinfonia (après Haydn 104) per orchestra

### Composizioni per banda
- 1995 A Poison Pen, per chitarra elettrica, soli e banda
- 2004 Eikon, per grande banda ed elettronica
- 2011 Parafrasi L (après Liszt), per pianoforte e banda sinfonica

### Musica da camera
- 1982 R.I.B.E.S., per voce femminile
- 1982 Aube, per chitarra
- 1983 Natura morta, per pianoforte
- 1983 Partita per nove, per nove esecutori
- 1983 Les Masques: Quattro Capricci per flauto, viola e chitarra, International Gaudeamus Preize 1984
- 1984 Filigrana, per otto esecutori, selezione International Gaudeamus MusicWeek 1986
- 1984 Trio (le claire sillage), per violino, violoncello e pianoforte
- 1984 Quartetto per archi
- 1984 (rev. 1992) Sciarada, per clarinetto, viola, violoncello e pianoforte
- 1985 Bianco, per chitarra
- 1985 Trama, per violino
- 1985 Volute, per quintetto di fiati e pianoforte
- 1986 Promenade: Variazioni sul blu, per sette esecutori, opera presentata alla Tribuna Internazionale dei Compositori 1987
- 1986 Texture, per due chitarre
- 1986 Myricae, per flauto, violoncello e pianoforte
- 1986 Silete Venti, per chitarra e ensemble
- 1987 Libra, per vibrafono
- 1987 Gotico, per clavicembalo e quartetto d'archi
- 1987 Mizar, per contrabbasso
- 1988 Terza Texture, per flauti, clarinetto basso e pianoforte
- 1989 Der Trank (ist's, der mir taugt!), per pianoforte e sei strumenti
- 1989 Effetto Notte, per otto esecutori
- 1990 Calendari indiani, per voce femminile e 10 esecutori, su testi tradizionali degli Indiani d'America
- 1990 Libra (vers.b), per vibrafono e nastro magnetico
- 1990 Per il Teatro di Documenti, per clarinetto
- 1990 Ottetto (après Stravinsky), per strumenti a fiato
- 1991 Lettura di un'onda, per viola e chitarra
- 1991 Certo moto d'ignoto tormento, per pianoforte e doppio quintetto
- 1991 Das Alte Jahr Vergangen ist, per due clavicembali
- 1991 Gusci di mago, per orchestra d'archi
- 1992 Wind, per flauti dolci e arpa
- 1992 Horus, per tre percussionisti
- 1992 Fantasie, per orchestra d'archi
- 1993 E la notte rischiarava la notte, per tre tastiere MIDI e live electronics
- 1993 Al di sopra del lago è il vento, per viola e pianoforte
- 1994 Nuages, per sette esecutori
- 1995 Stream, per quartetto di sassofoni
- 1995 Vocativo, per violoncello
- 1996 Manao tupapau, per flauto, percussioni, nastro e live electronics, finalista al 24° Electroacustique Music Competition di Bourges
- 1996 Luna lunae..., per sei esecutori
- 1996 The Spark to the Flame, per sette esecutori
- 1996 Fado, per sei esecutori
- 1997 Levar, per ensemble
- 1997 Fil rouge, per pianoforte e trio d'archi
- 1998 Das Papier, per soprano, baritono, quartetto d'archi e elettronica, su testi di Wolfgang Amadeus Mozart
- 1998 ...plena timoris amor, per soprano e pianoforte, su testi di Ovidio
- 1998 Chat, per clarinetto e violoncello
- 1998 Luz, per trio jazz e ensemble
- 2000 Altrove con il suo nome, dal ciclo Oggetto d'amore, per attrice ed elettronica, su testi di Pasquale Panella
- 2000 Altre Geografie, per cinque strumenti
- 2000 Impromptu, per chitarra
- 2000 Il fondo dell'acqua è disseminato di stelle, per due pianoforti
- 2001 Su questa trama (per non dire l'Otello), per voce recitante e ensemble, drammaturgia e libretto di Vittorio Sermonti
- 2001 Allegoria dell'isola, per soprano e clavicembalo, su testi di Francesco Pennisi
- 2001 Klon, per tromba, percussioni e contrabbasso
- 2002 Alba, per Zarb e elettronica
- 2002 Prima Sonata, per pianoforte
- 2002 The Moving Moon, per soprano di coloratura e archi, su testi di Samuel T. Coleridge
- 2003 Polvere di luna, per voce recitante ed elettronica, su testi di Sonia Bergamasco
- 2003 Child, per clarinetto basso
- 2003 Fil, per clarinetto basso
- 2003 Le parole e il sale, dal ciclo Oggetto d'amore, per voce e chitarra elettrica, su testi di Pasquale Panella
- 2004 Souffle 1.2 (da Petrassi), per flauto e ensemble
- 2004 Musica mundana, per voce recitante e trio a corde pizzicate, testo tratto da De Institutione Musica di Severino Boezio
- 2005 No sap chantar qui so non di, per voce femminile e ensemble, su un testo di Jaufré Rudel
- 2006 Sarastro, per flauto, clarinetto, violino e violoncello
- 2006 I Piatti della Bilancia, attrice su nastro ed elettronica, su un testo di Rosaria Lo Russo
- 2006 Pastelli sul Pack, per flauti
- 2007 Non si parla che d'aria, dal ciclo Oggetto d'amore, per voce recitante, tromba, percussioni, contrabbasso, su testi di Pasquale Panella
- 2007 Noi siamo la materia che sussulta, dal ciclo Oggetto d'amore, per voce recitante, tromba, chitarra elettrica, percussioni, contrabbasso e elettronica, su testi di Pasquale Panella
- 2007 Un gioco a incastro, dal ciclo Oggetto d'amore, per vocalist, tromba, chitarra elettrica, percussioni, contrabbasso e elettronica, su testi di Pasquale Panella
- 2007 Le Parole da sola, dal ciclo Oggetto d'amore, per voce recitante, tromba, chitarra elettrica, percussioni e contrabbasso, su testi di Pasquale Panella
- 2007 Caro cara, dal ciclo Oggetto d'amore, per due voci recitanti su nastro e elettronica, su testi di Pasquale Panella
- 2007 Breath, per fisarmonica e live electronics
- 2008 Breamptu, per fisarmonica e chitarra
- 2009 Tellus 6.3, per otto archi e quattro percussionisti
- 2009 Due pezzi futuristi, per baritono, oboe e fisarmonica
- 2010 Bagatella, per chitarra
- 2011 Pastelli sul Pack 2, per flauti e live electronics
- 2011 Timordime 2, per ensemble
- 2011 Arabesque, per flauto (ottavino, flauto in sol), oboe e pianoforte
- 2012 I luoghi comuni non sono segnati sulle carte, per corno, violino, contrabbasso, pianoforte, voci registrate, danzatori e live electronics, coautori delle musiche: Luigi Ceccarelli, Fabio Cifariello Ciardi
- 2012 Venenum, per violoncello e pianoforte
- 2013 Asa nisi masa, per voce recitante e ensemble
- 2013 Bazzle!, Games #1, per pianoforte a quattro mani
- 2014 Zone 2.0, per sax contralto ed elettronica
- 2014 Zone, per sax contralto
- 2014 Il vento, dopo l'ultimo treno, Pagine da “Badenheim 1939″ di Aharon Appelfeld, per voce recitante e ensemble
- 2015 Stelutis, per ensemble di 15 elementi
- 2015 Item, per due flautisti
- 2016 QO, Games #2, per quartetto di ottavini
- 2016 ES, per flauto e pianoforte
- 2017 R.Bow, per due chitarre elettriche (e basso elettrico)
- 2017 La Follia, per viola (con viola d'amore) e orchestra d'archi
- 2017 Berceuse, per flauto, chitarra, viola e violoncello
- 2018 Miroir, Games #3, per sei percussionisti su due marimbe
- 2018 Arethusa, per voce recitante, soprano e ensemble, su un testo tratto dalle Metamorfosi di Publio Ovidio Nasone
- 2019 Quanto pesa una lacrima?, per voce femminile e quartetto strumentale, liberamente ispirato al racconto "A inventare i numeri", dalle "Favole al telefono" di Gianni Rodari
- 2020 Toy (Piano) Stories, Games #4, per Toy Piano e flauto obbligato
- 2022 Entanglement, per pianoforte ed elettronica
- 2022 La carne e il cielo, liberamente ispirato a testi di Pasolini, per trio di percussioni e quartetto di voci femminili
- 2022 O Menschenkind, per quintetto di ottoni e organo
- 2022 Neri occhi di luna, per tre soprani, su testi di nativi americani

### Composizioni per coro a cappella
- 1992 M’al vento ne portava le parole, per quintetto vocale, su testi di Francesco Petrarca

### Trascrizioni
- 1998 Il fanciullo e gli incantesimi, trascrizione de L'Enfant et les Sortileges di Maurice Ravel, per voce recitante, coro e ensemble, coautori delle musiche: Giulio Castagnoli, Matteo D'Amico
- 2000 Canoni 1-5, trascrizione dell'Offerta musicale, Canoni enigmatici, di Johann Sebastian Bach, per ensemble, coautori delle musiche: Giulio Castagnoli, Gabriele Manca

## Discografia

### DVD con Edison Studio
- 2007 Altrove con il suo nome, video di Silvia di Domenico e Giulio Latini, in "Edison Studio" (2007) – DVD Auditorium EdiLDC278 1139/40, Coproduzione Edison Studio - Cemat
- 2011 Inferno, di Francesco Bertolini, Adolfo Padovan e Giuseppe De Liguoro (1911), DVD Cineteca di Bologna 2011, "Il cinema ritrovato", DVD-Booklet, colonna sonora di Edison Studio
- 2016 Das Cabinet des Dr.Caligari, un film di Robert Wiene (1920), DVD Cineteca di Bologna 2016, "Il cinema ritrovato", DVD-Booklet, colonna sonora di Edison Studio

### CD monografici
- 1998 Manao Tupapau, CMRCD1053, Ricordi Oggi - BMG Ricordi
- 2009 Oggetto d’amore, Sette scene musicali per voce, strumenti, video ed elettronica, Sonia Bergamasco, voce, Freon ensemble, su testi di Pasquale Panella, RTC023 - 2009 - RAI Trade

### Titoli inclusi in CD
- 1989 Filigrana, in "Musique Transalpines vol.2 ", CCS 590014 1990 - Centre de Crèation Sonore, Adda Records, Gruppo strumentale Musica d’oggi, direttore Fabio Maestri
- 1989 Terza Texture, in "Musica nuova in Italia", CD Happy New Ears 2 - CA 911, Het Trio
- 1990 Volute, in "L’Artisanat furieux ensemble", PAN CDC 3010 1990 CD Edipan, L'Artisanat Furieux Ensemble, direttore Tonino Battista
- 1991 Aube, PAN CDC 3009 1990 CD Edipan, Stefano Cardi, chitarra
- 1992 Effetto notte, in "Garden of earthly desire", CRMCD 1020 1992 Dischi Ricordi, Elision ensemble, direttore Sandro Gorli
- 1993 Wind, in "‘900 Musica - 74321 16229-2", 1993 BMG Ariola, Alterego ensemble
- 1994 Al di sopra del lago è il vento, in "Musica Presente 4 - CDC 503", 1994 Nuova Fonit Cetra – Dischi Ricordi, Ensemble Contrechamps
- 1996 The Spark to the Flame, in "Scuola popolare di Musica di Testaccio - Musica per la Libertà", Il Manifesto CD 004, Freon ensemble
- 2001 Vocativo, in "Musica per la Resistenza 1995", Rocco Parisi, clarinetto basso
- 2005 Polvere di luna, Armando Curcio Editore & Eurografica, Sonia Bergamasco, voce
- 2005 Child, in "Suono Sonda N.3 - Giugno 2004", Rocco Parisi, clarinetto basso
- 2006 Klon, in "Italian News", RAI Trade RTC 012, Freon Ensemble
- 2006 Alba, in "Zarbing", Edizioni LaFrontiera (LFDL 19401) e Rai Trade (RTP0090), Mahamad Ghavi-Helm, zarb
- 2008 Melos, in "Dedicated to Pierrot", Puncta PNCD 0308, Joan Logue, soprano, Orchestra Sinfonica della RAI di Roma, dir. D.Shallon
- 2009 Pastelli sul Pack, Edizioni Curci Milano E.C. 11667 , Arcadio Baracchi, flauti
- 2010 Breath, Edizioni Curci Milano E.C. 11695, Francesco Gesualdi, fisarmonica, Mauro Cardi, elettronica
- 2014 Bagatella, in "Paganini 2013 - Ghiribizzi", Edizioni Sinfonica A - 337, Luigi Attademo, chitarra
- 2017 Pastelli sul Pack, in "Fabula ut", Stradivarius STR 37067, Arcadio Baracchi, flauti
- 2017 Arabesque, in "New music for flute, oboe and piano", Edizioni Taukay 162, Ecoensemble Trio
- 2023 Toy (Piano) Stories, Games #4, per Toy Piano e flauto obbligato, Produzioni dal Bosco, Ecoensemble duo
- 2023 Miroir, Games #3, per sei percussionisti su due Marimbe, Stradivarius STR 37263, Ars Ludi ensemble

### Titoli inclusi in LP
- 1986 Trio (le claire sillage), in "1986 La Musica – n.12 – LM 86-2", 1986 Dischi Edipan, Nuove Forme Sonore ensemble
- 1987 Texture, Bianco in "Contempolinea Due – La chitarra ", SP 10098 1987 Disco RCA, Duo Chitarristico Romano, Stefano Cardi, chitarra